# جيمي جونز (كرة سلة)
جيمي جونز (بالإنجليزية: Jimmy Jones)‏ مواليد 4 يناير 1945 في تالولاه، هو لاعب كرة سلة أمريكي معتزل. بدأ مسيرته الاحترافية في سنة 1967. تم اختياره من قبل فريق واشنطن ويزاردز خلال الدرافت. حمل الرقم 15. يبلغ طوله 6 قدم 4 بوصة (1.9 م). اعتزل اللعب في 1977. أحرز خلال مسيرته في الإن بي إيه 11366 نقطة بمعدل 16.3 نقطة في المباراة الواحدة.

## روابط خارجية
- جيمي جونز على موقع إن بي أي (الإنجليزية)
- جيمي جونز على موقع سبورتس رفرنس (الإنجليزية)
- جيمي جونز على موقع ريلجم (الإنجليزية)
- جيمي جونز على موقع بروبوليرز (الإنجليزية)